# Jello Biafra
Eric Reed Boucher (* 17. června 1958), světově známý pod svým uměleckým jménem Jello Biafra (viz článek Biafra), je zpěvák a politický aktivista v americké Straně zelených. V roce 1978 spoluzaložil punk rockovou skupinu Dead Kennedys.
Jeho otec byl psychiatr a básník, matka knihovnice. K rockové hudbě se dostal údajně náhodou, když v roce 1965 ladil rádio. Začátkem 70. let se zapojil do politického aktivismu proti válce ve Vietnamu a diskriminaci Afroameričanů. Následně prošel několika rockovými kapelami.